# Pointe à l'Abbé
La pointe à l'Abbé est un cap de Guadeloupe située à Bouillante en Basse-Terre.

## Géographie
Il se situe sur le lieu-dit Pigeon et forme avec la pointe à Sel, l'anse à Sable. Le site est connu pour abriter le Bain du Curé, une source d'eau chaude sortant directement de la roche, qui se déverse directement dans la mer. 
Le Bain du Curé, source légèrement sulfureuse, présente un abri aménagé comportant d'anciennes douches qui ne sont plus en activité et deux bassins dont un seul est encore fonctionnel.
La rivière Celleron à son embouchure à l'anse à Sable et la ravine Bourrique à l'anse de Pigeon.

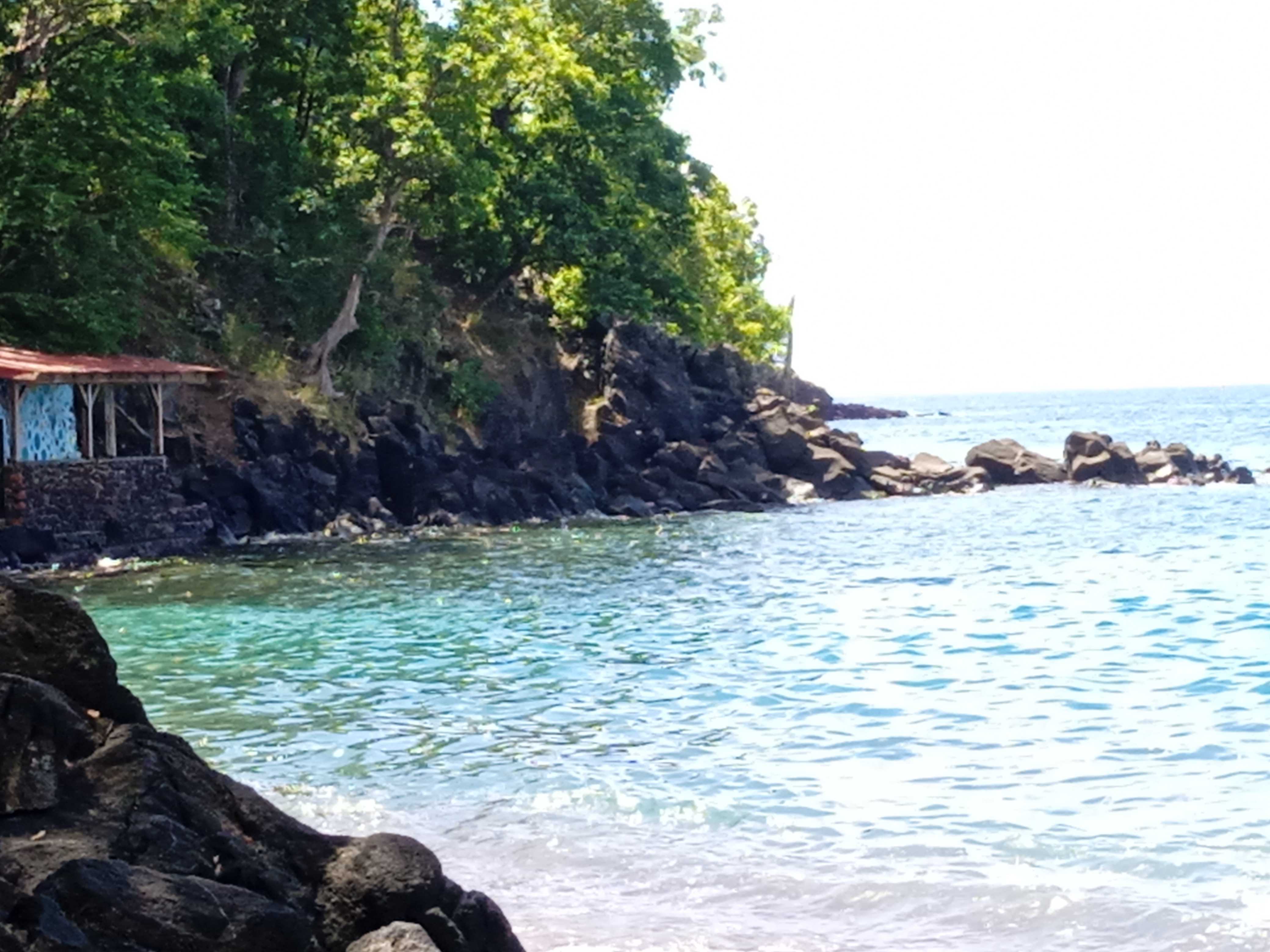
Le Bain du Curé.
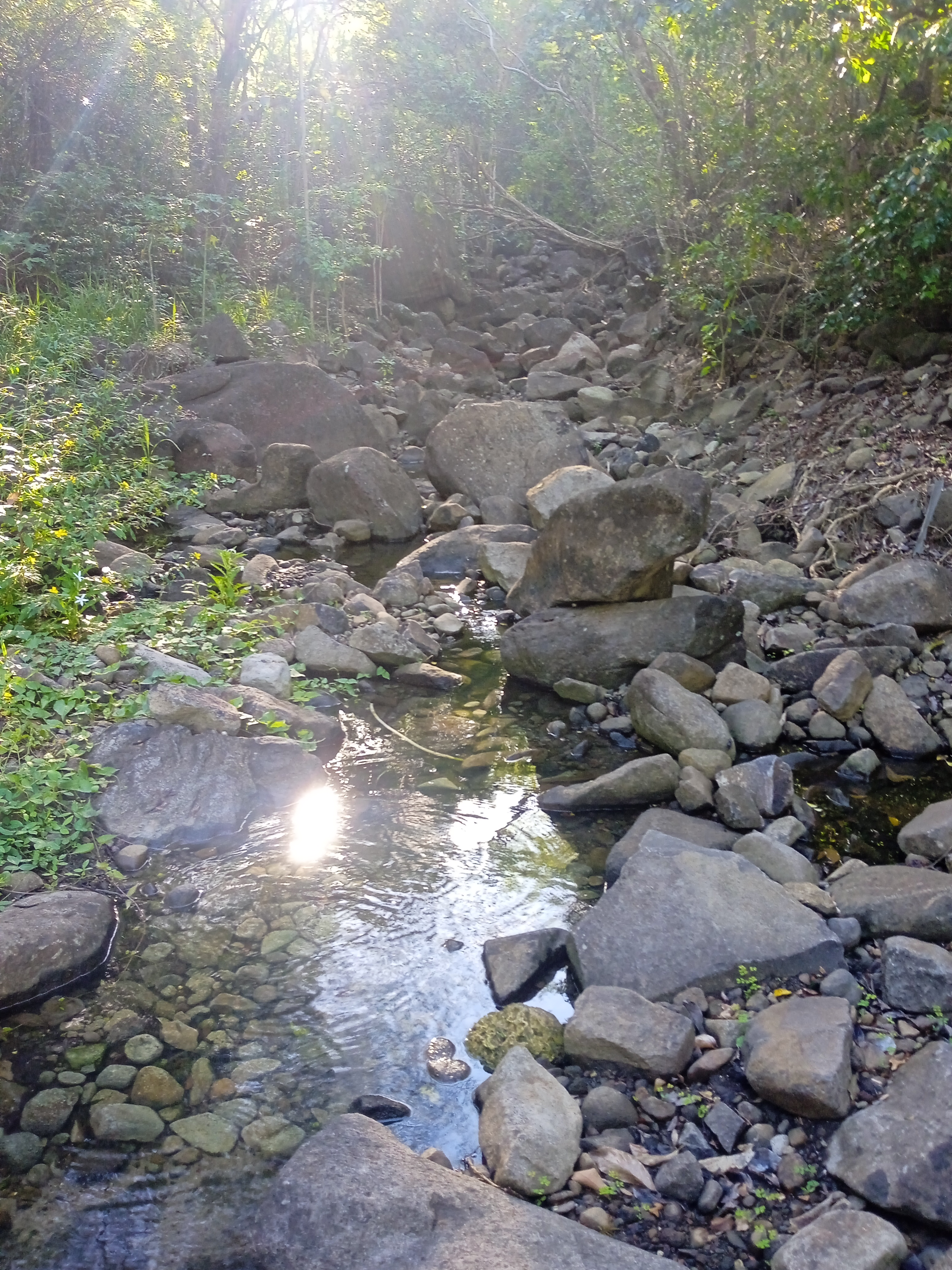
La rivière Celleron.
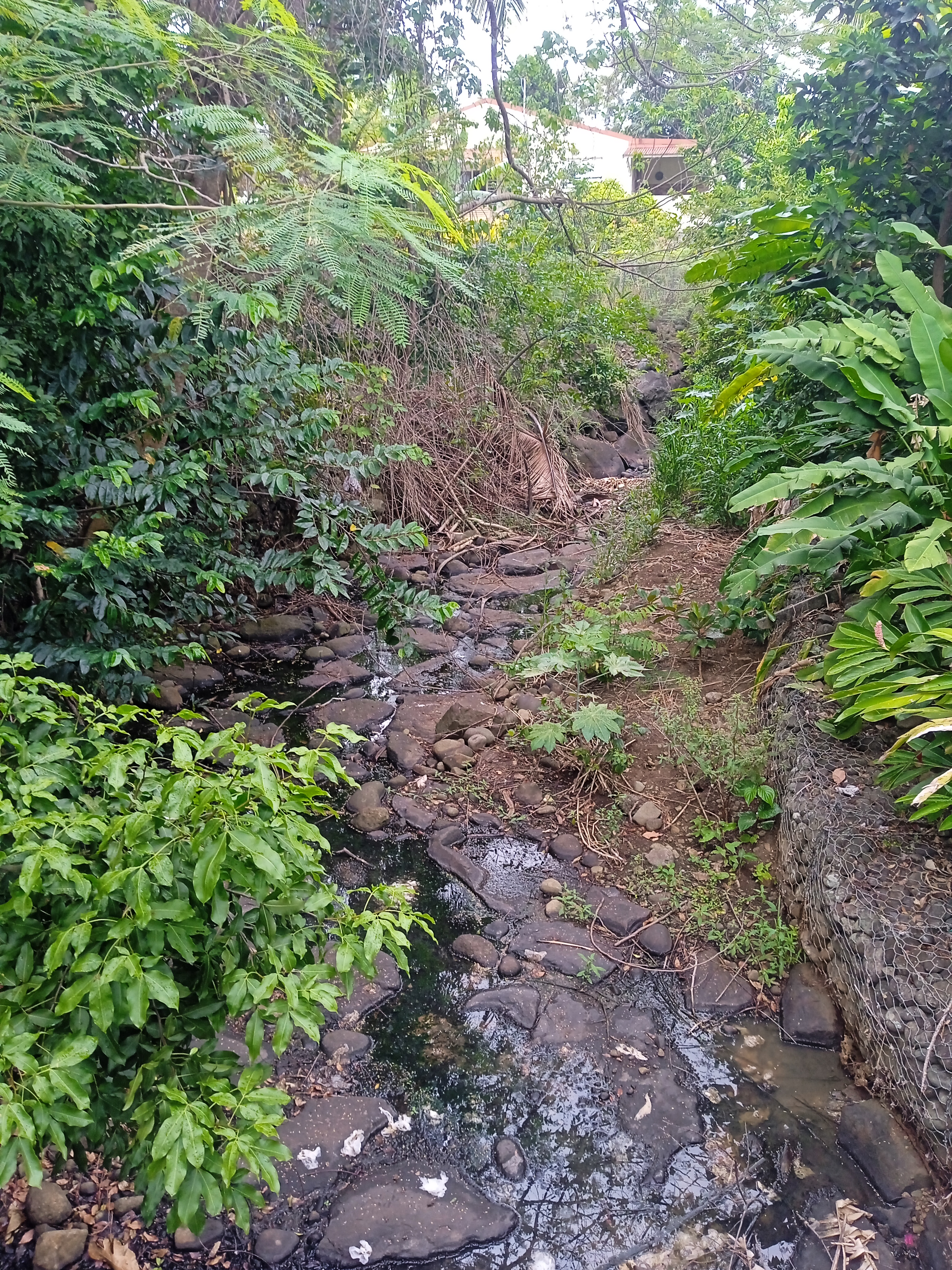
La ravine Bourrique.
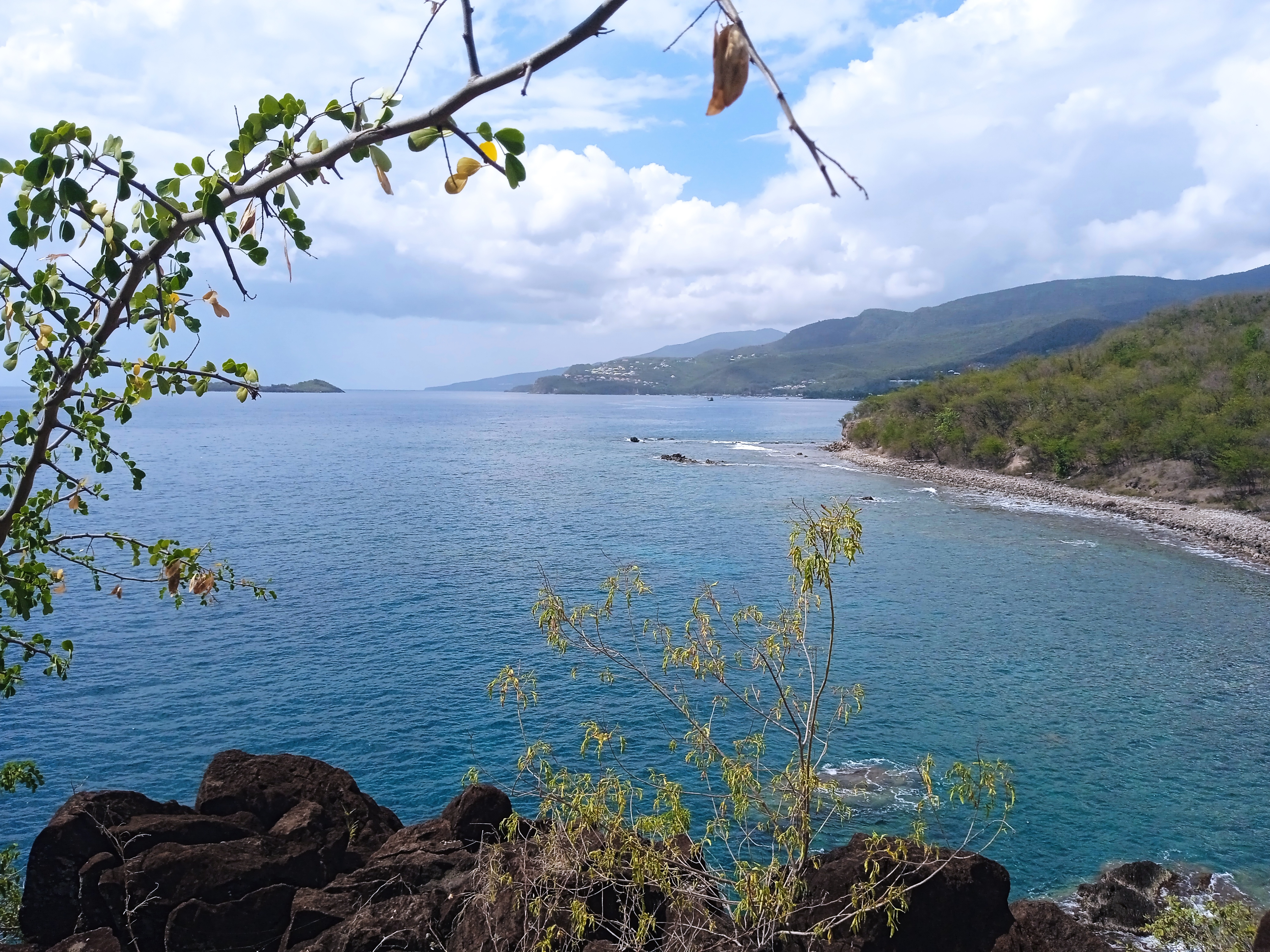
Vue de la pointe à l'Abbé par la pointe à Sel

## Histoire
Une batterie établie au XVIIIe siècle protégeait l'anse de Pigeon, cette dernière portant le nom d'un propriétaire du XVIIe siècle, Anthoine Pigeon.
Le Bain du Curé tiendrait, d'après la légende, son nom d'un curé qui l'aurait fait aménager pour son usage personnel. A la fin du XIXe et au XXe siècle, la gendarmerie, installée à proximité, l'utilisait comme eau potable. Un projet est étudié dans les années 1960 pour aménager le site mais un entrepreneur, En utilisant des mines, détourne la source qui, depuis, ne s'écoule plus qu'au niveau de la mer.